# Vaccarizzo Albanese
Vaccarizzo Albanese là một thị xã và comune  ở tỉnh Cosenza trong vùng Calabria miền nam nước Ý.
Đô thị Vaccarizzo Albanese có diện tích ki lô mét vuông, dân số thời điểm năm 2007 là người.
Đô thị này có các đơn vị dân cư (frazioni) sau:
Thị trấn giáp ranh với: Acri, San Cosmo Albanese và San Giorgio Albanese.
Tiếng Albania Vaccarizzo, phương ngữ Arbëresh của tiếng Albania được 3000 người nói ở Vaccarizzo Albanese và San Giorgio Albanese.